# Hildur Þorgeirsdóttir
Hildur Þorgeirsdóttir (født 11. marts 1989 i Reykjavík, Island) er en kvindelig islandsk håndboldspiller som spiller for Fram og Islands kvindehåndboldlandshold.